# Hipersensibilidad de tipo II
En una reacción de hipersensibilidad de tipo II (también conocida como hipersensibilidad citotóxica) los anticuerpos producidos por la respuesta inmune se unen a antígenos presentes en las superficies de las propias células del paciente. Los antígenos que son reconocidos por este mecanismo pueden ser tanto intrínsecos ( autoantígenos, que forman parte innata de las células del paciente) como extrínsecos (absorbidos sobre las células durante la exposición a algunos antígenos foráneos, o posiblemente como parte de la infección de un agente patógeno). Estas células son reconocidas por los macrófagos o células dendríticas, las cuales actúan como células presentadoras de antígenos. Esto provoca una respuesta por parte de los linfocitos B, lo que lleva a la producción de anticuerpos contra los antígenos foráneos.
Un ejemplo de reacción de hipersensibilidad de tipo II es la reacción a la penicilina debido a que la droga se puede unir a la membrana de los eritrocitos, causando que sean reconocidos como agentes extraños; se produce una proliferación clonal de células B y un aumento en la producción de anticuerpos dirigidos contra la penicilina. Los anticuerpos de tipo IgG e IgM se unen a estos antígenos formando complejos que son capaces de activar la vía clásica del complemento, la cual es capaz de eliminar células que presentan antígenos extraños (las cuales son usualmente patogénicas, aunque este no sea el caso). De esta forma se forman in situ mediadores inflamatorios agudos y  complejo de ataque a membrana causa la lisis y muerte celular. La reacción puede tomar desde un par de horas hasta un día en completarse.
Otra forma de reacción de hipersensibilidad de tipo II es la llamada citotoxicidad mediada por células dependiente de anticuerpos (CMCDA). En este tipo, las células que exhiben el antígeno foráneo son marcadas con anticuerpos de tipo IgG o IgM. Estas células marcadas luego son reconocidas por las células NK o por macrófagos (los cuales reconocen los anticuerpos IgG unidos por medio de los receptores CD16 (FcyRIII) que se unen a la región Fc), a la postre estas células efectoras matan las células marcadas.

## Reacciones autoinmunes mediadas por hipersensibilidad de tipo II
Los mecanismos inmunopatológicos causantes de las enfermedades autoinmunes son: Reacciones de hipersensibilidad de tipo II, reacciones de hipersensibilidad de tipo III y reacciones de hipersensibilidad de tipo IV. En el caso de las reacciones de hipersensibilidad tipo II fisiológicas, se producen anticuerpos contra antígenos externos, y en el caso de patología, los anticuerpos son contra antígenos del propio organismo (autoanticuerpos).
Un poco más abajo se detallan algunos ejemplos de enfermedades autoinmunes mediadas por mecanismos de hipersensibilidad tipo II.

## Enfermedades autoinmunes mediadas por mecanismos de hipersensibilidad de tipo II
| Enfermedad                                                                                          | Antígeno diana                                                                                    | Fisiopatología                                                                   | Principales efectos              |
| --------------------------------------------------------------------------------------------------- | ------------------------------------------------------------------------------------------------- | -------------------------------------------------------------------------------- | -------------------------------- |
| Anemia hemolítica autoinmune                                                                        | Antígenos Rh, antígeno I en la superficie de los eritrocitos                                      | Opsonización y fagocitosis de eritrocitos                                        | - Hemólisis - Anemia             |
| Enfermedad hemolítica del recién nacido (HDN) * (eritroblastosis fetal)                             | Antígenos en los eritrocitos                                                                      | Degradación de los eritrocitos                                                   | - Reticulocitosis - Anemia       |
| Púrpura trombocitopénica autoinmune                                                                 | Glicoproteína IIb/IIIa en la superficie plaquetaria                                               | Opsonización y fagocitosis de plaquetas                                          | Diátesis hemorrágica             |
| Pénfigo vulgaris                                                                                    | Cadherinas epidérmicas                                                                            | - Activación de proteasas - Interferencia de las molécula de adhesión celular    | - Bullas                         |
| vasculitis asociada a ANCA                                                                          | Proteínas de los gránulos neutrófilos                                                             | Degranulación de neutrófilos e inflamación                                       | - Vasculitis                     |
| Síndrome de Goodpasture                                                                             | Dominio no colágeno (NC1) de la cadena alfa-3 del colágeno tipo IV                                | Receptor del complemento e inflamación mediada por el receptor Fc                | - Nefritis - Hemorragia pulmonar |
| Fiebre reumática aguda                                                                              | Proteínas M en la superficie de Estreptococos del grupo A y luego contra antígenos mitocondriales | - Activación de macrófagos - Inflammación                                        | - Miocarditis - Artritis         |
| Miastenia gravis                                                                                    | Receptor de acetilcolina                                                                          | Inhibición competitiva del receptor nicotínico Regulación a la baja del receptor | - Debilidad muscular - Parálisis |
| Enfermedad de Graves                                                                                | Receptor de TSH                                                                                   | Agonismo de receptor                                                             | - Hipertiroidismo                |
| Anemia perniciosa (si es de origen autoinmune)                                                      | Factor intrínseco de las células parietales gástricas                                             | Absorción disminuida de vitamina B12                                             | - Eritropoyesis anormal - Anemia |
| A menos que se especifique en cada celda la referencia por defecto es: * - HDN no ha sido tomado de |                                                                                                   |                                                                                  |                                  |

Otros ejemplos son:
- Reacciones transfusionales
- Rechazo agudo de trasplante